# Bitva na Ovčím vrchu
Bitva na Ovčím vrchu byla menším válečným střetem mezi císařskými oddíly pod velením Kryštofa z Heissensteinu a selskými povstalci z bezdružického panství, údajně vedené Hansem Muckem, v západních Čechách během Selského povstání roku 1680. Odehrála se 6. května 1680 na Ovčím vrchu v okolí obce Kokašice, jejímž přímým důsledkem bylo finální zlomení odporu rebelujících sedláků. Výsledek střetnutí je považováno za největší bojovou operaci v rámci tehdejšího selského povstání a zároveň nejdrastičtějším zásahem proti regionálnímu lidovému povstání v historii českých zemí.  

## Pozadí
Po třicetileté válce byla hospodářská situace říše značně neutěšená. Císař na to reagoval celkovým navýšení robotní povinnosti na 3 a více dnů v týdnu (před válkou bylo vyžadováno jen několik dnů ročně), byly zavedeny odvody dávek z dědictví, řemesel, jarmarků, převozů a odvody naturálií, rovněž pak omezena osobní svoboda. Celé období (1620-1740) bývá označováno jako tzv. druhé nevolnictví. To samozřejmě vedlo k reakci ze strany poddaných, jako bylo odmítání roboty, útěky, soudy a dožadování se starých (předválečných) práv.
Roku 1680 připravili sedláci z různých oblastí Čech petici adresovanou císaři Leopoldovi, který v Čechách přechodně sídlil kvůli morové epidemii ve Vídni. Ten ale reagoval vydáním patentu rušícího veškeré selské výsady udělené před rokem 1618 a zákazem dalších petic. Císařova reakce vedla ke vzbouření 160 českých panství. Primárním ohniskem se pak staly severní a západní Čechy, ostatní centra byla spíš lokálního charakteru.

## Průběh bitvy

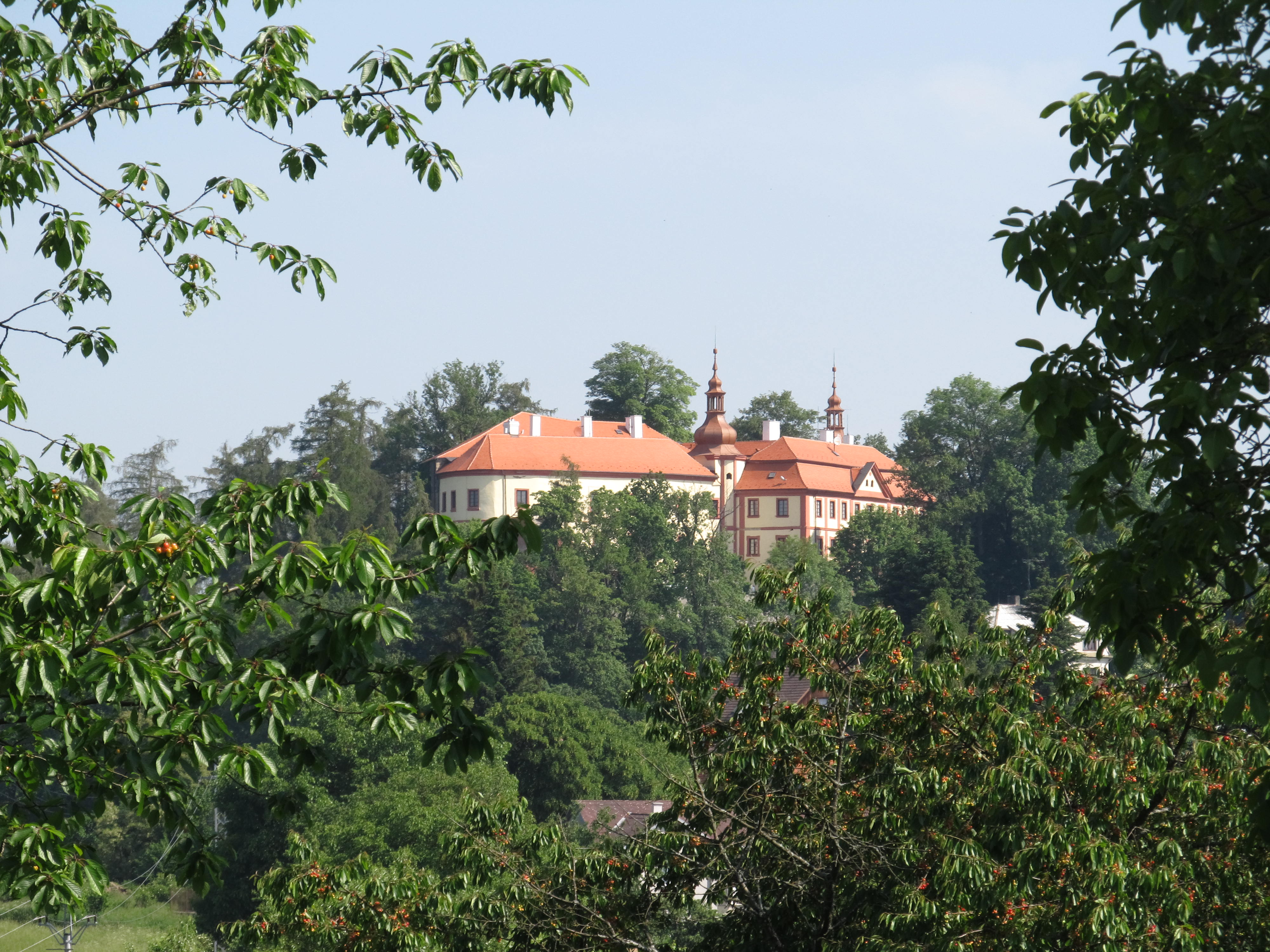
Zámek v Bezdružicích

Jedna z nejsilnějších odbojných skupin vznikla z řad německých sedláků na panství Bezdružice v západních Čechách, údajně pod vedením jistého Hanse Mucka ze Zhořce. Jejich odpor započal na jaře 1680, v rámci nepokojů byl mj. vydrancován bezdružický zámek. Jako odpověď shromáždil majitel panství Kryštof z Heissensteinu několik set ozbrojenců a vytáhl povstalcům vstříc. Ti poté, co se pak doslechli o rozhodnutí o vojenském potlačení povstání, opevnili se na Ovčím vrchu nedaleko Kokašice, na dohled od hradu Švamberk ležícího na nedalekém protějším kopci. Ozbrojeni byli přitom velmi improvizovaně a jejich skupina trpěla především zásadním nedostatkem střelných zbraní. 
Heissensteinovo vojsko místa dosáhlo začátkem května a zaujalo pozice okolo hradu Švamberk, odkud mohlo pozice na Ovčím vrchu dělostřelecky napadat. Útok byl zahájen 6. května o šesté hodině odpolední dělostřeleckou palbou, po které na Ovčím vrchu mělo zůstat 49 mrtvých a 20 těžce raněných rebelantů. Traduje se, že sedláci měli být vybaveni improvizovanými děly vyrobenými z třešňových kmenů stažených obručí, které ale po prvním použití selhaly. Následně pak proti přeživším vytáhly dvě jezdecké kompanie pod velením prince z Holštýnu, které zbylé vzbouřence rozehnalo.

## Hodnocení bitvy

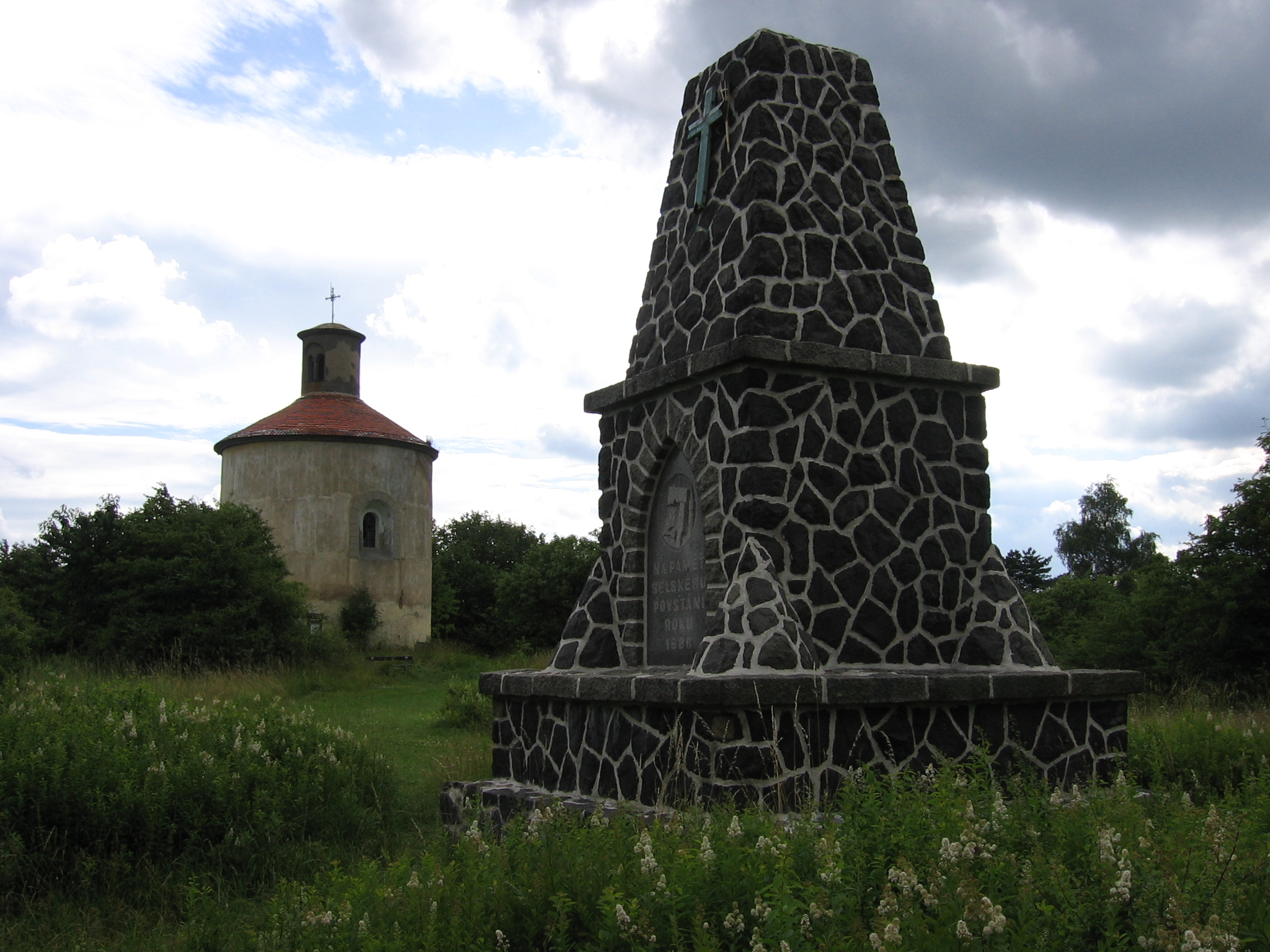
Kaple Smrtelných úzkostí Krista z roku 1681

Zprávy o počtu zabitých se různí, některé zdroje hovoří až o 100 mrtvých sedlácích, mezi nimi také Hans Muck. Heissensteinovy jednotky pak neutrpěly vůbec žádné ztráty. Padlí byli v následujících dnech pohřbeni na hřbitovech v nedalekých vsích Čeliv a Krsy. 
Nedlouho po obnovením kontroly nad bezdružickým panstvím se rozběhl rozsáhlý perzekuční proces zatýkání účastníků a podporovatelů zdejších rebelií. Za milosrdný přístup k obviněným se zasazovala také Marie Františka z Heissensteinu, manželka majitele panství. Ta nechala roku 1681 zbudovat na místě masakru pseudorománskou kapli Smrtelných úzkostí Krista.
Hospodářské problémy na venkově nicméně pokračovaly, k dalšímu velkému selskému povstání došlo roku 1693 na Chodsku, roku 1775 vypuklo pak povstání sedláků ve východních Čechách, zakončené porážkou v bitvě u Chlumce. K uklidnění těchto nálad pak výrazně přispěl patent o zrušení nevolnictví císaře Josefa II. z roku 1781.
Na Ovčím vrchu, nedaleko kaple, byl jako připomínka bitvy v období První republiky roku 1936 vztyčen Památník selského povstání v podobě obelisku sestaveného z kamenů.